# 小坂りゆ
小坂 りゆ（こさか りゆ、1985年1月17日 - ）は、日本の女性歌手、作詞家、舞台女優。神奈川県横浜市出身。ボーカル・ユニット「BeForU」のメンバー。血液型はO型。かつて「小坂 梨由」という名義で活動していた時期がある。

## 来歴
2000年
- 12月に開催されたコナミデジタルエンタテインメントの「Dance Dance Revolution アーティスト・オーディション2001」にて誕生した女性ボーカル・グループ「BeForU」の結成当時からのメンバーである。中心人物として、グループにて多くのボーカルと作詞を担当している。

2001年
- 10月、ソロ活動も開始する。レーベル会社東芝EMIより発売されたシングル『true…』でソロでメジャーデビューする。

2003年
- 11月、BeForUのファーストアルバムを発売し、本人によるソロ4曲が収録された。

2004年
- 6月、1枚目のソロアルバム『begin』を発売。前田尚紀のプロデュースで、BEMANIシリーズに提供された多数の楽曲が収録されている。

2005年
- 1月、Shibuya O-Eastで初めてのワンマンライブを成功させる。

2006年
- 10月、所属レーベルを東芝EMIからエイベックスに移籍し、5年ぶりにシングル『大和撫子魂』を発売する。

2007年
- 5月、シングル『断罪の花 〜Guilty Sky〜』を発売。リード曲はテレビアニメ『CLAYMORE』のエンディングテーマになっている。

2008年
- 2月、エイベックスより2枚目のアルバム『every struggle』を発売。
- 3月、南さやかの引退により、BeForU唯一のオリジナルメンバーになる。
- ワンマンライブで所属レーベルがランティスになる事を発表。

2009年
- 10月、ワンマンライブでフリー転身を発表。

2010年
- 4月、1年半ほどの休止を経た上で歌手活動を再開。レコードレーベル5pb.Recordsに移籍し、主にゲーム主題歌を歌い始める。
- 10月、TOKYO DOME CITY HALLで行われた「Live5pb.2010」に出演。

2011年
- 10月16日、「Live5pb.2011」に出演。
- 10月26日、約4年ぶりのリリースとなるシングル『最初のMELODY』を発売。

2015年
- 6月、舞台『ペルソナ3 the Weird Masquerade〜蒼鉛の結晶〜』にて出演。

2018年
- 6月、全国のセブンイレブンにて開催された、セガ・ラッキーくじCHUNITHM&maimai+オンゲキ内のA賞として配布された「Dynamite Dynamite Rev. -NAOKI SPECIAL ALBUM-」にて、前田尚紀によってアレンジされたアニメ『AIR』の主題歌「鳥の詩」をカバー。久々に歌声がCDに収録され、イベントにも登場。
- 7月、NAOKI（前田尚紀）がプロデュースしたTVアニメ『はるかなレシーブ』のエンディングテーマ「Wish me luck!!!!」の作詞を担当。

2019年
- 8月2日、音楽イベント「2099」に出演。
- 10月21日、UNLIMITED STUDiOからモバイルゲーム『SEVEN's CODE』の第1期オープニングテーマ「SEVEN ～漆戒～」（NAOKI feat.小坂りゆ名義）を発表。

2022年
- 4月1日、セガ・インタラクティブからアーケードゲーム『maimai でらっくす』にて「遺伝子レベル∞スパイラル」（NAOKI feat.小坂りゆ名義）を発表。
- 11月22日、Andamiroからアーケードゲーム『CHRONO CIRCLE』にて「NOTES - edge//lord」（NAOKI feat.小坂りゆ名義）を発表。

## ディスコグラフィ

### シングル
| 枚  | 発売日         | タイトル                                                                               | 規格品番     | 規格品番   | オリコン 最高位 |
| 枚  | 発売日         | タイトル                                                                               | DVD付        | 通常盤     | オリコン 最高位 |
| --- | -------------- | -------------------------------------------------------------------------------------- | ------------ | ---------- | --------------- |
| 1st | 2001年10月17日 | true…                                                                                  |              | TOCP-4140  | 圈外            |
| ※   | 2006年8月25日  | スカイガールズ オープニングテーマ「Baby's Tears/小坂りゆ」＆オリジナルサウンドトラック | LC1493       |            | 圈外            |
| 2nd | 2006年10月18日 | 大和撫子魂                                                                             | AVCA-22988   | AVCA-22989 | 65位            |
| 3rd | 2007年5月30日  | 断罪の花 〜Guilty Sky〜                                                                | AVCA-26297   | AVCA-26298 | 53位            |
| 4th | 2007年7月11日  | Dober Man                                                                              | AVCA-26393/B | AVCA-26394 | 91位            |
| 5th | 2007年10月24日 | Platinum Smile                                                                         | AVCA-26522/B | AVCA-26523 | 95位            |
| 6th | 2007年12月12日 | ココロの跡                                                                             |              | AVCA-26588 | 112位           |
| 7th | 2011年10月26日 | 最初のMELODY                                                                           | FVCG-1177    | 圈外       |                 |

### アルバム
| 枚  | 発売日        | タイトル       | 規格品番     | 規格品番   | オリコン 最高位 |
| 枚  | 発売日        | タイトル       | DVD付        | 通常盤     | オリコン 最高位 |
| --- | ------------- | -------------- | ------------ | ---------- | --------------- |
| 1st | 2004年6月11日 | begin          |              | LC-1280    | 圈外            |
| 2nd | 2008年2月27日 | every struggle | AVCA-26651/B | AVCA-26652 | 182位           |

### その他CD
| 発売日   | 商品名                                                                  | 歌                                           | 楽曲                                    | 備考                                                                                 |
| 2007年   | 2007年                                                                  | 2007年                                       | 2007年                                  | 2007年                                                                               |
| -------- | ----------------------------------------------------------------------- | -------------------------------------------- | --------------------------------------- | ------------------------------------------------------------------------------------ |
| 10月24日 | 仮面ライダー THE NEXT オリジナルサウンドトラック                        | 小坂りゆ                                     | 「Platinum Smile（movie edit）」        | 映画『仮面ライダー THE NEXT』挿入歌                                                  |
| 2008年   |                                                                         |                                              |                                         |                                                                                      |
| 2月28日  | 小坂りゆ写真集「Riyu」付属ボーナスCD                                    | 小坂りゆ                                     | 「Thousand Stories」 「Change my way」  |                                                                                      |
| 2010年   |                                                                         |                                              |                                         |                                                                                      |
| 6月30日  | あまつみそらに! SOUNDTRACK                                              | 小坂りゆ                                     | 「キミが聴こえる」                      | PCゲーム『あまつみそらに!』エンディングテーマ                                        |
| 11月10日 | 恋と水着と太陽と～スミレ島ライフセーバーず～ オリジナルサウンドトラック | 小坂りゆ                                     | 「夏のキセキ」                          | PCゲーム『恋と水着と太陽と〜スミレ島ライフセーバーず〜』オープニングテーマ           |
| 2011年   |                                                                         |                                              |                                         |                                                                                      |
| 4月14日  | CROSS†CHANNEL〜In memory of all people〜 SPECIAL SOUNDTRACK             | 小坂りゆ                                     | 「時間の雲」                            | Xbox 360用ゲームソフト『CROSS†CHANNEL〜In memory of all people〜』エンディングテーマ |
| 2018年   |                                                                         |                                              |                                         |                                                                                      |
| 6月2日   | Dynamite Dynamite Rev. -NAOKI SPECIAL ALBUM-                            | 小坂りゆ                                     | 「鳥の詩（NAOKI RE:mo2 VERSION）」      |                                                                                      |
| 2020年   |                                                                         |                                              |                                         |                                                                                      |
| 10月21日 | SEVEN's CODE ZERO Vol.1                                                 | NAOKI feat.小坂りゆ                          | 「SEVEN 〜漆戒〜」                      | ゲーム『SEVEN's CODE』                                                               |
| 10月25日 | BLUE&RED                                                                | 小坂りゆ                                     | 「TEARED -NewMix-」                     |                                                                                      |
| 12月25日 | SEVEN's CODE ZERO Vol.5                                                 | NAOKI feat.小坂りゆ                          | 「12」                                  | ゲーム『SEVEN's CODE』                                                               |
| 12月25日 | SEVEN's CODE ZERO Vol.5                                                 | NAOKI feat.小坂りゆ                          | 「paradox -2045弐型-」                  | ゲーム『SEVEN's CODE』                                                               |
| 2021年   |                                                                         |                                              |                                         |                                                                                      |
| 1月20日  | SEVEN's CODE ZERO Vol.6                                                 | NAOKI feat.小坂りゆ × 北條響                 | 「(the)Judgment Day」                   | ゲーム『SEVEN's CODE』                                                               |
| 2023年   |                                                                         |                                              |                                         |                                                                                      |
| 4月30日  | VTuber SPEED                                                            | NAOKI & エターナルJKよりぴchan (CV:小坂りゆ) | 「VTuber死なない (RE-incarnation MIX)」 |                                                                                      |
| 2024年   |                                                                         |                                              |                                         |                                                                                      |
| 4月28日  | GENESiS RE:BUiLD 01                                                     | TAG & NAOKI feat.小坂りゆ                    | 「Re:LIVE」                             |                                                                                      |

### 配信限定
- ラムのラブソング（2006年）
- TEARED（2020年8月13日）- Tatshの配信限定アルバム『TEARED』に収録。
- VTuber死なない（2022年7月28日）- エターナルJKよりぴchan(VTuber)との配信限定コラボアルバム『VTuber死なない -The Last Episode-』に収録。

### 映像作品

#### ライブ映像
| 枚  | 発売日        | タイトル                              | 規格品番 |
| --- | ------------- | ------------------------------------- | -------- |
| 1st | 2005年5月20日 | RIYU KOSAKA FIRST LIVE at O-EAST 2005 | KD084    |
| 2nd | 2007年11月1日 | Riyu's Vacation 2007                  | ESRK-1   |

### DVD / Blu-ray
- Live5pb.2010@JCB Hall（2011年4月27日）

## タイアップ曲
| 時期   | 楽曲                             | 備考                                                                                              |
| ------ | -------------------------------- | ------------------------------------------------------------------------------------------------- |
| 2001年 | true…                            | 「DDRMAX -Dance Dance Revolution 6th MIX-」提供曲                                                 |
| 2002年 | DIVE TO THE NIGHT                | 「DDR MAX2 -Dance Dance Revolution 7th MIX-」提供曲 （BeForUの楽曲「DIVE」の別バージョン）        |
| 2002年 | CANDY♥                           | 「DDR MAX2 -Dance Dance Revolution 7th MIX-」提供曲 （DDR収録曲・「CANDY★」のボーカルバージョン） |
| 2002年 | LOVE♥SHINE                       | 「Dance Dance Revolution EXTREME」提供曲                                                          |
| 2002年 | begin                            | 「GuitarFreaks 8」「DrumMania 7 (power up ver.) 」提供曲                                          |
| 2003   | ヒマワリ                         | 「GuitarFreaks 10」「DrumMania 9」提供曲 （RIYU from BeForU名義）                                 |
| 2004年 | SHOOTING STAR                    | 「beatmania IIDX 10th」提供曲                                                                     |
| 2006年 | HONEY♂PUNCH                      | 「Dance Dance Revolution SuperNOVA」「pop'n music 13」提供曲                                      |
| 2006年 | Baby's Tears（日本語バージョン） | OVA『スカイガールズ』オープニングテーマ                                                           |
| 2006年 | Baby's Tears（英語バージョン）   | 「Dance Dance Revolution SuperNOVA」提供曲（MIKI ROBERTS名義）                                    |
| 2006年 | 大和撫子魂                       | 毎日放送『アニメシャワー』2006年10月度オープニングテーマ                                          |
| 2006年 | 大和撫子魂                       | 「GuitarFreaks V3」「DrumMania V3」提供曲                                                         |
| 2007年 | 断罪の花 〜Guilty Sky〜          | テレビアニメ『CLAYMORE』エンディングテーマ                                                        |
| 2007年 | 遠雷 〜遠くにある明かり〜        | 「GuitarFreaks V4」「DrumMania V4」提供曲 （HIGH and MIGHTY COLORのカバー）                       |
| 2007年 | Platinum Smile                   | 映画『仮面ライダー THE NEXT』劇中歌                                                               |
| 2007年 | ココロの跡                       | テレビアニメ『もっけ』オープニングテーマ                                                          |
| 2010年 | キミが聴こえる                   | PCゲーム『あまつみそらに!』エンディングテーマ                                                     |
| 2010年 | 夏のキセキ                       | PCゲーム『恋と水着と太陽と〜スミレ島ライフセーバーず〜』オープニングテーマ                        |
| 2010年 | ぼくらのまち                     | PCゲーム『Hello,good-bye』挿入歌                                                                  |
| 2011年 | 時間の雲                         | Xbox 360用ソフト『CROSS†CHANNEL 〜In memory of all people〜』エンディングテーマ                   |
| 2011年 | 最初のMELODY                     | PSP用ゲームソフト『白銀のカルと蒼空の女王』エンディングテーマ                                     |
| 2019年 | SEVEN 〜漆戒〜                   | Android/iOSスマホゲーム『SEVEN's CODE』オープニングテーマ                                         |
| 2019年 | 12                               | Android/iOSスマホゲーム『SEVEN's CODE』提供曲                                                     |
| 2020年 | paradox -2045弐型-               | Android/iOSスマホゲーム『SEVEN's CODE』オープニングテーマ                                         |
| 2022年 | VTuber死なない                   | エターナルJKよりぴchan(VTuber)とのタイアップ楽曲                                                  |

## 作詞

### 自身の曲
2001年
- true…（作詞）

2003年
- ヒマワリ（作詞）
- LOVE♡SHINE（作詞）
- SHOOTING STAR（作詞）

2006年
- HONEY♂PUNCH（作詞）
- 大和撫子魂（作詞）

2007年
- 彩（作詞）
- 断罪の花〜Guilty Sky〜（作詞）
- ignore（作詞）
- Platinum Smile（作詞）
- ココロの跡（作詞）

2011年
- 最初のMELODY（作詞）
- ダリア（作詞）

### 作詞提供
- BeForU
  - KI・SE・KI（）
  - チカラ（）
  - Firefly（）
  - GRADUATION（）
  - 約束（）
  - Red Rocket Rising（）
  - Get set GO!!（）
  - Red Rocket Rising English edit.（）
  - Strike Party!!!（）
  - BALA≠BALA（）
  - 夜花火（）
  - DIVE（共同作詞：小坂りゆ、Noriyo Chiba、Yoshinori Matsushita）
  - BRE∀K DOWN!（）
  - シナリオ（）
  - Freedom（）
  - Morning Glory（）
  - BLACK OUT〜I want to be・・・!!（）
  - PEACE(^^)v（）
  - 蜉蝣（）
  - 僕の中にある僕じゃないボクだけのボクと僕（）
  - サクラ舞ウ時。（）
  - 十六夜（）
  - 今日と明日と四角イ空（）
- りゆ&のりあ「☆shining☆」（）
- Noria「HAPPY HAPPY BIRTHDAY」（2006年）
- 大空遥（優木かな）、比嘉かなた（宮下早紀）、トーマス・紅愛（種﨑敦美）、トーマス・恵美理（末柄里恵）「Wish me luck!!!!」（2018年）
- 早乙女彩華（中島唯）「What color...」(2018年)

## 出演

### 映画
- AXION-2008年-

### Webテレビ
- 小坂りゆのがんばりゆっ☆（2007年～？、GyaO）
- りゆハラ王国（2008年、あっ!とおどろく放送局）

### 舞台
- ペルソナ3 the Weird Masquerade〜蒼鉛の結晶〜（2015年6月、エリザベス）

### ラジオ
- りょうとりゆのパケdioチャンネル（2005年、ラジオ日本）
- ステゴマの「と金主義！」（2007年、FM岩手）

## その他

### 書籍
- Making Photo Book（2007年12月29日）
- 小坂りゆ写真集「Riyu」（2008年2月28日）